# Bumblebee (phim)
Bumblebee (Bâmbôbi) là phim điện ảnh khoa học viễn tưởng của Mỹ năm 2018 tập trung vào nhân vật cùng tên của thương hiệu Transformers. Đây là phần phim thứ sáu của loạt phim người đóng Transformers và đồng thời cũng là phần tiền truyện của bộ phim Transformers năm 2007. Bumblebee do Travis Knight đạo diễn và Christina Hodson biên kịch, với sự tham gia diễn xuất của Hailee Steinfeld, John Cena, Jorge Lendeborg Jr., John Ortiz, Jason Drucker và Pamela Adlon. Đây cũng là phần phim Transformers đầu tiên mà Michael Bay không nhận vị trí đạo diễn, dù vậy ông vẫn đảm nhiệm vai trò nhà sản xuất cho phim.
Quá trình quay phim chính bắt đầu từ ngày 31 tháng 7 năm 2017 tại Los Angeles và San Francisco, California. Bumblebee công chiếu vào ngày 21 tháng 12 năm 2018 tại Mỹ cũng như Việt Nam.